# القديس يوحنا (تيرول)

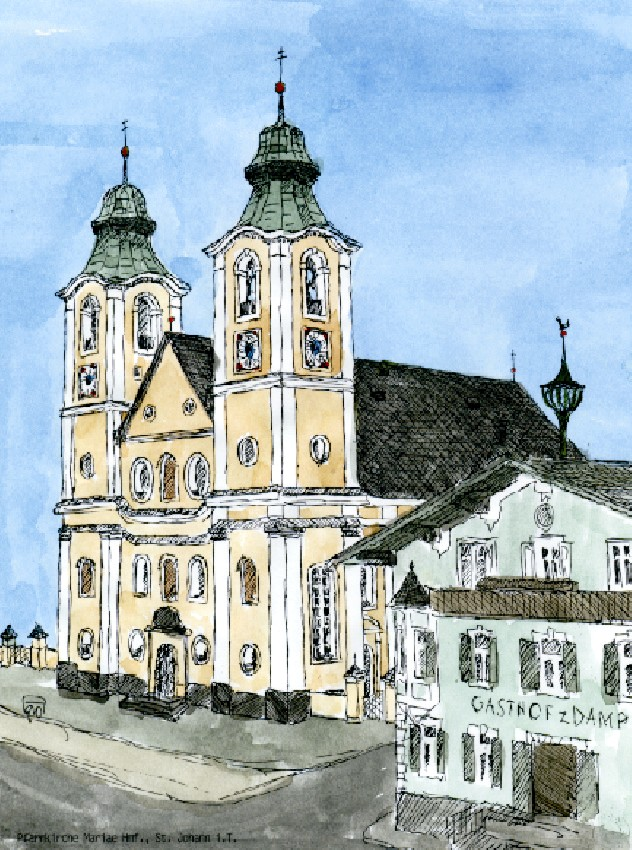

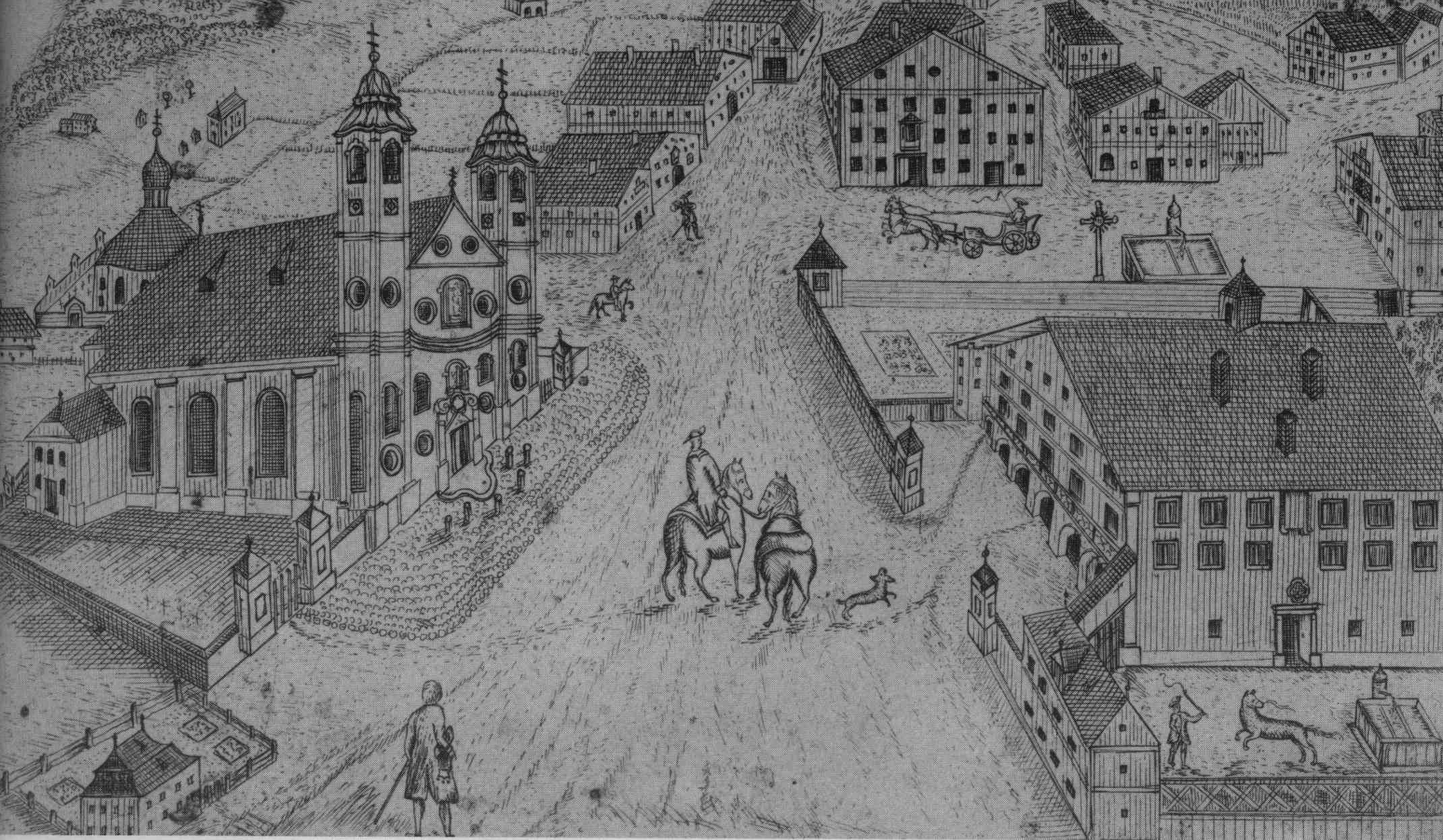
مدينة القديس يوحنا عام 1740

مدينة القديس يُوحنَّا في طيرول (بالإيطالية: Sankt Johann in Tirol) هي مدينة سوق في طيرُول في النمسا في منطقة كِتسبول.